# Norman Martens
Norman Martens (* 24. Mai 1986 in Winsen (Luhe)) ist ein deutscher Eishockeyspieler, der seit 2017 bei den Crocodiles Hamburg aus der Eishockey-Oberliga unter Vertrag steht.

## Karriere
Martens begann seine Karriere im Jahr 2001 in der Juniorenmannschaft der Eisbären Berlin, für die er in der Deutschen Nachwuchsliga spielte. Zwei Spielzeiten später gehörte der Angreifer bereits zu den punktbesten Stürmern im Team, so erzielte er in 38 Spielen 39 Scorerpunkte. In der Saison 2004/05 wurde der Linksschütze vom damaligen Trainer der Eisbären, Pierre Pagé, in die Berliner Profimannschaft einberufen, wo er insgesamt 26 Spiele absolvierte und dabei zwei Tore erzielte. Des Weiteren stand Martens im Kader der Eisbären Juniors Berlin, die damals in der Oberliga spielten.
In den folgenden Jahren war der Stürmer überwiegend für die Eisbären Juniors aktiv, kam aber dennoch auf weitere 60 DEL-Spiele. Die Saison 2007/08 verbrachte Martens fast ausschließlich in der 2. Bundesliga beim Traditionsverein ETC Crimmitschau. Dort konnte der Allrounder mit den Eispiraten das Play-off-Viertelfinale erreichen, welches das Team in einer Best of seven-Serie mit 2:4 gegen späteren Aufsteiger, den Kassel Huskies, verlor. Martens kam auf 51 Zweitliga-Einsätze, in denen er vier Punkte erzielte. In den vier Jahren, die er bei den Eisbären Berlin unter Vertrag stand, gewann der Stürmer insgesamt zwei Mal, jeweils in den Jahren 2005 und 2006, die Deutsche Meisterschaft. In der Meisterschaftssaison 2007/08 stand Martens nicht im Kader der Hauptstädter.
Nach der Saison 2008/09 wechselte der Stürmer von der Spree zum ERC Ingolstadt, für den er in seinem ersten Jahr dort 41 Einsätze in der DEL absolvierte. Parallel lief er in einigen Spielen per Förderlizenz für die Heilbronner Falken in der 2. Bundesliga auf. Vor der Saison 2010/11 erhielt Martens eine Förderlizenz für die Landshut Cannibals, kam aber weder dort noch beim ERC regelmäßig zum Einsatz. Daher erhielt er im November 2010 eine Förderlizenz für die Dresdner Eislöwen. Im Juli 2011 wurde er von den Dresdner Eislöwen mit einem Kontrakt für die Saison 2011/12 ausgestattet. In der Saison 2012/13 spielte Martens für die Löwen Frankfurt in der Oberliga West. Die Mannschaft stieg in der Saison 2013/14 in die DEL2 auf.
2016 wechselte er zu den Füchsen Duisburg. Nach einer Saison schloss er sich jedoch 2017 den Crocodiles Hamburg an und unterschrieb dort einen Dreijahresvertrag.

## DEL-Statistik
(Stand: Ende der Saison 2009/10)